# Mattia Runggaldier
Mattia Runggaldier (* 3. Mai 1992 in Bozen) ist ein ehemaliger italienischer Nordischer Kombinierer.

## Werdegang
Runggaldier, der der Sportfördergruppe der Guardia di Finanza (Gruppi Sportivi Fiamme Gialle) angehörte, gab sein internationales Debüt bei einem FIS-Rennen für Junioren im September 2006 in Oberstdorf. In den folgenden Jahren trat er regelmäßig bei Nachwuchswettbewerben an, wobei besonders der Alpencup als wichtige Wettkampfserie zum Leistungsvergleich diente. Seine erste Medaille gewann er als Dritter im Jugend Einzel bei den Nordischen Skispielen der OPA 2008 in Bois-d’Amont. Bereits als Sechzehnjähriger debütierte Runggaldier in Eisenerz im Januar 2009 im Continental Cup und konnte dabei seine ersten sechs Punkte gewinnen. Nur eine Woche später wurde er ins Weltcup-Team berufen, verpasste im heimischen Val di Fiemme jedoch deutlich die Punkteränge. Bei den Nordischen Junioren-Skiweltmeisterschaften 2009 in Štrbské Pleso lief er im Sprint auf den zehnten Rang. Beim Europäischen Olympischen Winter-Jugendfestival 2009 in Szczyrk wenige Tage später startete er im Skispringen, belegte allerdings mit dem Team nur den achten Rang. Im Sommer 2009 debütierte Runggaldier im Grand Prix, in dem er zweimal die Punkteränge erreichte und schließlich den 30. Platz in der Gesamtwertung einnahm. Nach mehreren Siegen im Alpencup ging er Ende Januar 2010 bei den Nordischen Junioren-Skiweltmeisterschaften 2010 in Hinterzarten an den Start, wo er im Sprint Vierzehnter wurde. Diese Platzierung erzielte er auch bei den darauffolgenden Juniorenweltmeisterschaften in Otepää im Gundersen Einzel über zehn Kilometer. Obwohl Runggaldier nur durchwachsene Leistungen zeigte und in der Continental-Cup-Saison keine Punkte sammeln konnte, wurde er für die Nordischen Skiweltmeisterschaften 2011 in Oslo nominiert. Dort wurde er lediglich beim Teamwettbewerb von der Normalschanze eingesetzt, den er gemeinsam mit Giuseppe Michielli, Lukas Runggaldier und Alessandro Pittin auf dem neunten Platz beendete.
In der Saison 2011/12 zeigte Runggaldier sich in aufsteigender Form und konnte konstanter Punktgewinne im Continental Cup verzeichnen. Bei den Nordischen Junioren-Skiweltmeisterschaften 2012 in Erzurum lag er im Gundersen Einzel nach dem Springen auf Rang 29, ehe er mit einer hervorragenden Laufleistung auf der Loipe noch den Junioren-Weltmeistertitel vor Manuel Faißt gewann. Gemeinsam mit Samuel Costa, Roberto Tomio und Manuel Maierhofer gewann er die Silbermedaille mit dem Team, was die erste Medaille überhaupt für eine italienische Staffel bei einer internationalen Großveranstaltung in der Nordischen Kombination darstellte. Im Sprint reichte es schließlich nur zu Platz 19. Nur eine Woche später erreichte er im Val di Fiemme als Zweiter zum ersten und einzigen Mal in seiner Karriere das Podest im Continental Cup. Die Gesamtwertung der zweithöchsten Wettkampfserie schloss er auf Rang 27 ab.
In den folgenden Jahren konkurrierte Runggaldier regelmäßig im Continental Cup, startete aber auch vereinzelt erfolglos im Weltcup. Anfang Februar 2013 war er Teil der italienischen Staffel in Sotschi, die das Weltcup-Rennen als Neunte beendete. Immer wieder wurde er aufgrund der fehlenden Kaderbreite im italienischen Team trotz mangelnder Resultate bei Teamwettbewerben eingesetzt. Bei den Nordischen Skiweltmeisterschaften 2015 in Falun stand Runggaldier im Kader, kam allerdings außerhalb des Trainings nicht zum Einsatz. Nach der Saison 2016/17 gab er sein Karriereende bekannt.

## Privates
Mattia Runggaldier hat drei Geschwister, darunter seine ältere Schwester Elena (* 1990), die als Skispringerin aktiv war.

## Statistik

### Grand-Prix-Platzierungen
| Saison | Platz | Punkte |
| ------ | ----- | ------ |
| 2009   | 030.  | 023    |

### Continental-Cup-Platzierungen
| Saison  | Platz | Punkte |
| ------- | ----- | ------ |
| 2008/09 | 104.  | 007    |
| 2009/10 | 112.  | 001    |
| 2011/12 | 027.  | 159    |
| 2012/13 | 063.  | 038    |
| 2013/14 | 074.  | 018    |
| 2014/15 | 051.  | 055    |
| 2015/16 | 070.  | 034    |
| 2016/17 | 083.  | 011    |